# Gloster thin-wing Javelin
El Thin-Wing Javelin (Javelin de Ala Delgada) se refiere a una serie de estudios de diseño para una versión mejorada del avión Gloster Javelin con capacidad supersónica. Según las fuentes, también se le conoce como F.153D, por el Requisito Operacional emitido por el Ministerio del Aire, o como Super Javelin en algunos documentos de Gloster.
Gloster Aircraft había estado estudiando diversas actualizaciones y variaciones del Javelin desde antes del primer vuelo de producción en 1953. Estas generaron suficiente interés como para que el Ministerio del Aire solicitara una versión que sustituyera los motores Armstrong Siddeley Sapphire del Javelin por los más potentes Bristol Olympus. En septiembre de 1954, Gloster ofreció tres variaciones menores de este concepto, del P.370 al P.372 . En noviembre de 1954, el Ministerio del Aire ofreció un contrato oficial de desarrollo para este "Thin Wing Gloster All-Weather Fighter" ("Caza Todo Clima Gloster de Ala Delgada"), iniciando la construcción de prototipos de la versión P.371, que se esperaba que alcanzara velocidades ligeramente superiores a Mach 1.
Durante el período de diseño, Bristol Siddeley comenzó el desarrollo de una importante actualización del Olympus. La adopción de estos motores ofreció un rendimiento mucho mejor. La versión definitiva fue la P.376, que contaba con un ala más delgada y un fuselaje de regla del área para reducir la resistencia de las ondas, casi el doble de potencia que el Javelin original y nuevas tomas de aire para mejorar el flujo de aire a los motores a velocidades supersónicas. Se esperaba que estos cambios permitieran al diseño alcanzar Mach 1,6 a altitudes de hasta 18 000 m (60 000 pies) mientras transportaba dos de los enormes misiles Red Dean.
El primero de los dos prototipos del P.371 estaba en construcción cuando el proyecto se canceló en la primavera de 1956 para adquirir el Avro Arrow canadiense. Se esperaba que el Arrow estuviera disponible en 1959, dos años antes que el P.376, y además era significativamente más rápido. La compra del Arrow también se canceló debido a los retrasos, y los fondos se redirigieron a los diseños del Requisito Operacional F.155. El F.155 también se canceló al año siguiente, tras la publicación del Libro Blanco de Defensa de 1957.

## Diseño y desarrollo

### Desarrollos del Javelin
El Gloster Javelin, cuya producción se ordenó en 1953, fue el primer caza a reacción de la RAF diseñado específicamente para todo tipo de clima y equipado con misiles aire-aire. Sufría de una alta resistencia de onda transónica debido al grueso perfil transversal de sus alas, lo que limitaba su velocidad. Gloster había estado explorando este problema durante algún tiempo y ofreció una sección de ala exterior agrandada, adelgazada y alargada como parte de su modelo P.350, una variante de reconocimiento fotográfico (PR). Esto resultó lo suficientemente interesante como para que el Ministerio del Aire ofreciera el requisito F.118D en torno a este diseño.
En una conferencia de diseño celebrada el 12 de mayo de 1953 con Gloster, el Ministerio declaró que el objetivo principal de Gloster en el trabajo debía ser mejorar el rendimiento general del Javelin, no sólo la versión PR. Querían más potencia de motor, la capacidad de transportar más armamento y el radar de interceptación de aeronaves Mk.18 (AI.18) mejorado. Se estimaba que el diseño podría alcanzar velocidades de Mach 1,2 a 1,3 en picado cuando estuviera equipado con motores Armstrong Siddeley Sapphire Sa.10 mejorados. Este se convirtió en el diseño P.356 de julio de 1953. Un desarrollo posterior fue el P.364 de septiembre de 1953, que pasó de los Sa.10 de 62 kN (14 000 lbf) a los nuevos Bristol Olympus OI.6 de 71 kN (16 000 lbf) y contaba con un estabilizador vertical modificado sugerido por el Royal Aircraft Establishment.
En una reunión con el Ministerio del Aire en enero de 1954, la potencia adicional del Olympus se consideró ideal, especialmente a medida que el peso del equipo seguía aumentando. Esto condujo a la especificación F.153D de noviembre de 1954 para el Thin Wing Gloster All-Weather Fighter (Caza Todo Clima Gloster de Ala Delgada), publicada oficialmente el 17 de marzo de 1955. En septiembre de 1954, el P.364 se convirtió en una serie de tres diseños, P.370/371/372, que diferían significativamente en la capacidad de armamento; el 370 montaba cuatro cañones ADEN de 30 mm; el 371, dos Red Dean; y el 372, cuatro misiles Blue Jay. El Olympus continuó mejorando, y para entonces la versión Ol.7 tenía una capacidad de 76,3 kN (17 100 lbf) mientras que el Ol.7SR simplificado había alcanzado los 91,4 kN (20 550 lbf), lo que permitiría que el diseño alcanzase Mach 1,07 en vuelo nivelado y hasta 1,3 en picado.
En octubre de 1955, el Javelin FAW.1 XA564 fue enviado al aeropuerto de Bristol Filton para actuar como banco de pruebas para la instalación del Olympus.

### Diseños en competición

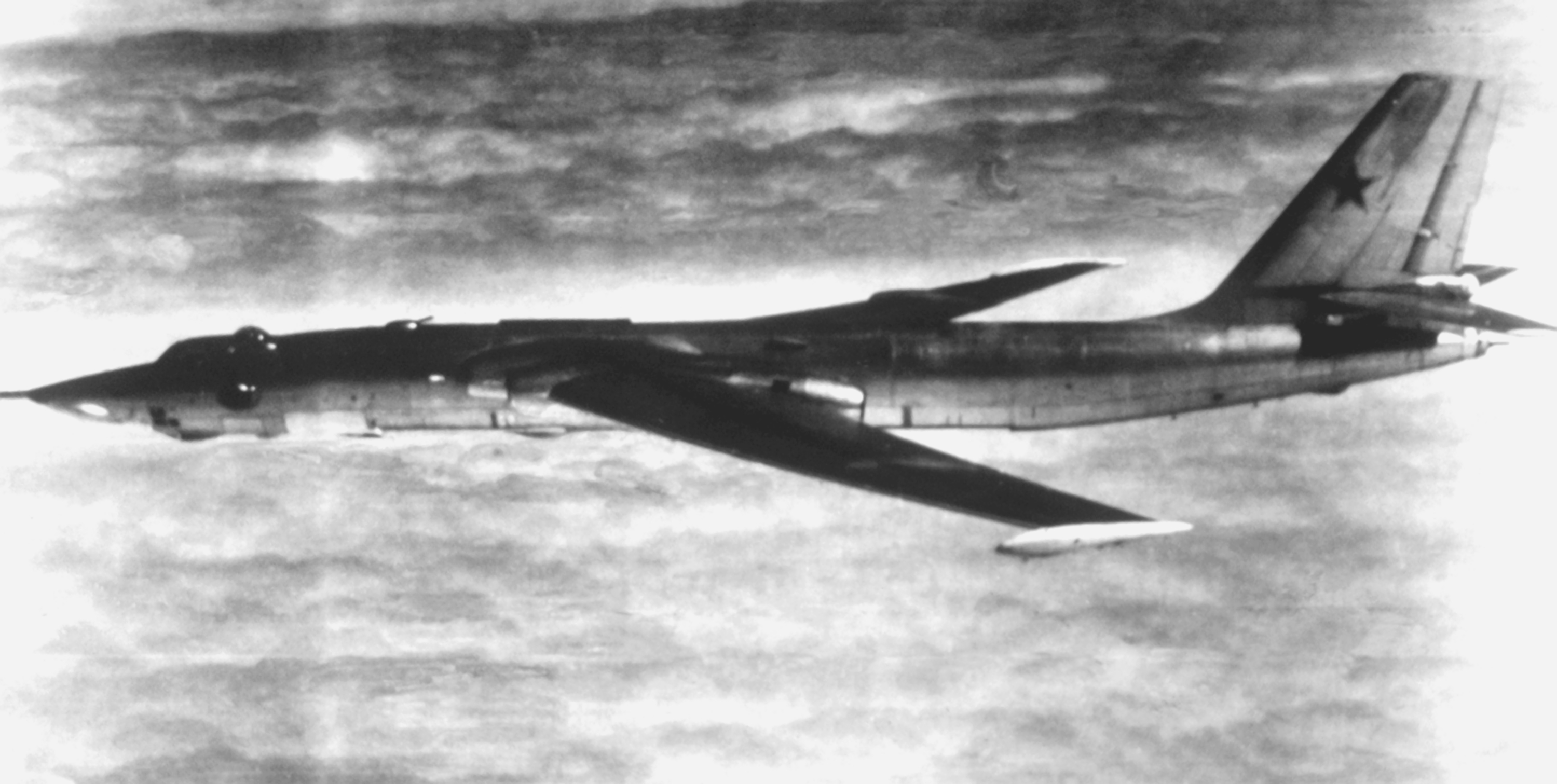
El M-4 "Bison" era demasiado rápido para que el Javelin original pudiera interceptarlo fácilmente.

En el verano de 1955, el Estado Mayor del Aire pudo examinar el desarrollo para todo tipo de clima del McDonnell F-101 Voodoo estadounidense, capaz de alcanzar Mach 1,6. Una razón importante de esta diferencia de rendimiento fue que la serie P.370 triplicaba la superficie alar. Esto le proporcionaba un ascenso y un rendimiento a gran altitud mucho mejores, pero a costa de una mayor resistencia aerodinámica y una velocidad máxima menor.
La inteligencia militar británica ya estaba al tanto de los desarrollos de los bombarderos soviéticos, en particular del altamente subsónico Myasishchev M-4, cuya entrada en servicio estaba prevista para 1959. Para interceptar el M-4 con armas de trayectoria de persecución como el misil Blue Jay, el interceptor debía aproximarse al bombardero por la retaguardia. Durante la Segunda Guerra Mundial, Taffy Bowen había demostrado que un caza requería una ventaja de velocidad del 20 al 25 % sobre el bombardero para lograr dicha interceptación. El Javelin ya tenía un rendimiento marginal frente a los bombarderos existentes, y ni de cerca este margen sobre el M-4. Esto podría solucionarse utilizando un misil de trayectoria de colisión como el Red Dean, que podía dispararse desde el frente, pero el Red Dean adolecía de problemas de desarrollo que hacían cuestionable su uso a corto plazo.
Dados estos avances, parecía que una mayor velocidad era mucho más importante que el régimen de ascenso o el rendimiento en altitud. En una reunión en Gloster, concluyeron que el uso de una poscombustión mejorada en el nuevo Ol.7R aumentaría el rendimiento a Mach 1,4 con una altitud máxima de 66 000 pies. Esto se comparaba mucho más favorablemente con los Mach 1,6 y 51 000 pies del F-101. El Ministerio del Aire solicitó a Gloster que continuara con el desarrollo y realizó un pedido de 18 prototipos y ejemplares de preproducción. Casi al mismo tiempo, comenzó la planificación inicial para un avión mucho más rápido, el OR F.155, capaz de competir con futuros bombarderos supersónicos.
En diciembre de 1955, en reuniones celebradas en Washington D. C., el Ministro de Abastecimiento recibió detalles del Avro Arrow de Mach 2, que se estaba desarrollando en Canadá. El Ministro quedó tan impresionado que organizó la visita de un equipo de evaluación a Avro Canada a principios de 1956. Se consideró seriamente la adopción del Arrow con motores británicos. Su velocidad de Mach 2 significaba que podría perseguir fácilmente al M-4 y atacarlo incluso con misiles de persecución, así como con los desarrollos supersónicos a corto plazo, como el Túpolev Tu-22 de Mach 1,5 y el Myasishchev M-50, que los británicos habían conocido a finales de 1954. Mejor aún, se esperaba que el Arrow estuviera disponible en 1959, dos años antes que el Javelin del F.153, eliminando así la diferencia de rendimiento entre la introducción del M-4 y los diseños del F.155, que entrarían en servicio en 1963.

### P.376
En febrero de 1956, el Ministerio solicitó a Gloster que considerara cambios adicionales al diseño para mejorar aún más el rendimiento y el efecto que dichos cambios podrían tener en los plazos de entrega. Se consideraron dos cambios: modificar el fuselaje para considerar la regla de área y reducir aún más la resistencia, y reducir aún más el grosor de las alas, especialmente las secciones internas, que aún eran gruesas. Esto último parecía difícil, ya que requeriría un rediseño estructural que retrasaría la producción y reduciría la capacidad de combustible. El primero parecía relativamente simple y no parecía afectar a los plazos de entrega.
Para entonces, Bristol había iniciado una importante actualización del Olympus, la serie 200, para competir mejor con el próximo Rolls-Royce Conway. El nuevo diseño tenía aproximadamente el mismo tamaño y peso que el Olympus actual, pero ofrecía un empuje significativamente mayor. Bristol anunció que los nuevos motores Ol.21 estarían disponibles en septiembre de 1958 y que los modelos de producción entrarían en producción a principios de 1959.
La combinación de la regla de área y los nuevos motores dio como resultado la versión definitiva de la serie de diseño, el P.376. Montaba dos misiles Red Dean muy adelantados sobre pilones, aproximadamente a mitad de la envergadura del ala, lo que le otorgaba capacidad de vuelo en todos los aspectos contra objetivos de hasta Mach 1,3. La velocidad máxima con 1800 K de poscombustión sería de Mach 1,63, mejorando de 1790 a 2000 K. Se esperaba que el prototipo estuviera disponible en diciembre de 1958. El Ministerio expresó algunas dudas sobre la velocidad prevista, dado el ala aún gruesa, pero admitió que aún sería mucho mejor que el P.370.

### Cancelación
Los trabajos de diseño del P.376 apenas habían comenzado cuando, el 24 de febrero de 1956, el Consejo Aéreo sugirió cancelar todo el proyecto. En abril, sugirieron comprar el Arrow, ya que la RAF solicitaba un nuevo caza lo antes posible antes de reemplazarlo con el F.155. Otra propuesta de Gloster de una variante de ataque como reemplazo del English Electric Canberra, que dio lugar al borrador del OR.328, fue cancelada el 20 de marzo de 1956.
En un memorando del 3 de mayo de 1956, Walter Monckton, del Ministerio de Abastecimiento, declaró: «Cuanto antes se lance el Thin Wing Javelin, más feliz estaré, porque cada semana de desarrollo adicional es un desperdicio de dinero». El proyecto se canceló oficialmente el 31 de mayo y se ordenó a Gloster detener los trabajos en junio. En ese momento, se estimaba que el prototipo XG336 estaba completado entre un 60 % y un 70 % y los primeros modelos de producción, la serie XJ, ya estaban en producción. 
El Arrow también fue finalmente descartado debido al coste y a los retrasos, que habían retrasado su fecha de servicio aún más cerca del calendario del F.155. Se consideró que el dinero asignado al Arrow se invirtió mejor en adelantar el servicio del F.155 y priorizar el caza-interceptor a reacción con cohetes Saunders-Roe SR.177 para gran altitud. Todo esto finalmente no condujo a nada tras el Libro Blanco de Defensa de 1957, que canceló todos estos proyectos.

### Descripción
El P.376 era muy similar al Javelin en su diseño general, con un ala delta grande y una cola en T formada por un estabilizador horizontal delta más pequeño en la parte superior del estabilizador vertical. El cambio más evidente desde tierra era el mayor tamaño general, con la cabina ahora situada delante del ala y una gran extensión hacia atrás para los motores, que anteriormente terminaban a ras del extremo del ala. Estos cambios aumentaron la longitud del avión de 17 m a 22 m. Las tomas de aire del motor, que antes estaban orientadas planas hacia el flujo de aire, ahora estaban inclinadas bruscamente hacia atrás, a unos 60 grados. Otro cambio evidente eran las grandes extensiones en forma de lágrima a ambos lados de las toberas del motor, que aumentaron la sección transversal del fuselaje en la parte trasera y, por lo tanto, contribuyeron a mejorar las consideraciones de la regla de área. Menos evidente, y sólo visible desde arriba, fue el diseño de la cintura de avispa del fuselaje trasero, como parte de la regla de área.

## Especificaciones (P.376)
Referencia datos: Buttler, page 55.

### Características generales
- Tripulación: Dos
- Longitud: 22 m (72,2 ft)
- Envergadura: 18,5 m (60,7 ft)
- Superficie alar: 114,7 m² (1234,7 ft²)
- Peso cargado: 27 352 kg (60 283,8 lb)
- Planta motriz: 2× turborreactor con poscombustión Bristol Olympus Ol.21.  
  - Empuje con postquemador: 127 kN (12 950 kgf; 28 551 lbf) de empuje cada uno.
- Capacidad de combustible: 2200 gal internamente y 760 gal en depósitos ventrales lanzables

### Rendimiento
- Velocidad máxima operativa (Vno): Mach 1,82 a 11 000 m (36 000 pies)
- Techo de vuelo: 19 000 m (62 336 ft)
- Régimen de ascenso: 280 m/s (55 117 ft/min)

### Armamento
- Misiles: 

  - 2x misil aire-aire Red Dean

### Aviónica
- Radar de interceptación Mk.18 (AI.18)

## Aeronaves relacionadas

### Desarrollos relacionados
Gloster Javelin